# Bill Bixby
Bill Bixby (San Francisco, 1934. január 22. – Century City, 1993. november 21.) amerikai színész, rendező és producer volt. Többször vezetett vetélkedőket is. Karrierje több mint három évtizedet ölelt fel, színpadon, filmekben és televíziós sorozatokban is szerepelt. A hihetetlen Hulkban című filmben Dr. David Banner tudós szerepéről ismert.

## Élete
Bixby 1934. január 22-én a kaliforniai San Franciscóban született Wilfred Bailey Everett Bixby III néven. Apja, Wilfred Bailey Everett Bixby II. bolti eladó volt, édesanyja Jane (született McFarland) Bixby volt. 1942-ben, amikor Bixby nyolcéves volt, apja a második világháború idején jelentkezett a haditengerészethez és a Csendes-óceán déli részére utazott. Hetedikes diákként Bixby a Grace Cathedralba járt, és a templom kórusában énekelt. Az egyik jelentős esemény során egy mise alatt csúzlival rálőtt a püspökre, ezért kirúgták a kórusból. 
1946-ban édesanyja bátorította, hogy vegyen társastáncórákat, és onnantól kezdve táncolni kezdett városszerte. Tánc közben a Lowell High Schoolba járt, ahol a Lowell Forensic Society tagjaként tovább fejlesztette szónoki és színészi képességeit. Bár átlagos osztályzatokat kapott, regionális középiskolai beszédversenyeken is indult.
Miután 1952-ben elvégezte a középiskolát, szülei akarata ellenére a City College of San Francisco színművészeti szakán tanult.
A koreai háború idején Bixbyt nem sokkal 18. születésnapja után behívták katonának. Ahelyett, hogy jelentkezett volna az Egyesült Államok hadseregéhez, Bixby inkább csatlakozott az Egyesült Államok tengerészgyalogságának tartalékos csapatához. Elsősorban a tengerészgyalogság 141-es támadószázadánál (VMA-141) szolgált a haditengerészet oaklandi légibázisán, és 1956-os leszerelése előtt első osztályú közlegényi rangot ért el. 
Később a Berkeley-i Kaliforniai Egyetemre, szülei alma materére járt, és csak néhány kreditpont hiányzott ahhoz, hogy diplomát szerezzen. Ezután a kaliforniai Hollywoodba költözött, ahol számos alkalmi munkát vállalt, többek között londíner és úszómester volt. A Wyoming állambeli Jackson Hole üdülőhelyen bemutatókat szervezett, 1959-ben pedig modellként dolgozott, valamint reklámfilmet is készített a General Motors és a Chrysler számára.

## Magánélete
Bixby első házassága Brenda Benet színésznővel volt. 1971-ben házasodtak össze, és 1974 szeptemberében született meg közös fiuk, Christopher. 1980-ban elváltak. Néhány hónappal később, 1981 márciusában a hatéves Christopher meghalt, miközben Benettel együtt síeltek Mammoth Lakesben. Szívleállás lépett fel, miután az orvosok légzőcsövet helyeztek be, amikor akut epiglottitisben szenvedett. Felesége, Benet a következő évben öngyilkos lett.
Bixby 1989-ben találkozott Laura Michaelsszel, aki az egyik "Hulk" film forgatásán dolgozott. Egy évvel később összeházasodtak Hawaiin. 1991 elején azonban prosztatarákot diagnosztizáltak a férfinél, és kezelésre ment. Még ugyanabban az évben elváltak.
1992 végén barátai bemutatták Bixbyt Judith Kliban művésznőnek, a karikaturista B. Kliban özvegyének. 1993 októberében vette feleségül, mindössze hat héttel azután, hogy a Blossom forgatásán összeesett.
1993 elején, miután pletykák kezdtek keringeni az egészségéről, Bixby nyilvánosságra hozta betegségét, és többször is megjelent többek között az Entertainment Tonight, a Today és a Good Morning America című műsorokban.

## Halála
Bixby 1993. november 21-én, hat nappal a Blossomban végzett utolsó megbízatása után halt meg prosztatarák szövődményei miatt. 59 éves volt.

## Filmjei
| Év   | Cím                                            | Szerep               | Megjegyzés                    |
| ---- | ---------------------------------------------- | -------------------- | ----------------------------- |
| 1962 | Az utolsó cowboy (Lonely Are the Brave)        | Pilóta helikopteren  | stáblistán nem szerepel       |
| 1963 | Irma, te édes (Irma la Douce)                  | Tetovált tengerész   |                               |
| 1963 | (Under the Yum Yum Tree)                       | A futócsapat edzője  | stáblistán nem szerepel       |
| 1966 | A bosszún túl (Ride Beyond Vengeance)          | Johnsy Boy Hood      |                               |
| 1967 | (Doctor, You've Got to Be Kidding!)            | Dick Bender          |                               |
| 1967 | Micsoda buli (Clambake)                        | James J. Jamison III |                               |
| 1968 | Autópálya (Speedway)                           | Kenny Donford        |                               |
| 1975 | Az almagombóc banda (The Apple Dumpling Gang)  | Russel Donovan       |                               |
| 1977 | Kentucky Fried mozi (The Kentucky Fried Movie) | önmaga               | (szegmens: "Headache Clinic") |